# Loira Atlantica
La Loira Atlantica (francese: Loire-Atlantique; bretone: Liger-Atlantel; fino al 1957, Loira inferiore) è un dipartimento della Repubblica francese, integrato alla regione amministrativa dei Paesi della Loira (Pays-de-la-Loire in francese). Confina con i dipartimenti del Morbihan a nord-ovest, di Ille-et-Vilaine a nord, del Maine e Loira a est e della Vandea a sud. Ad ovest è bagnata dall'Oceano Atlantico.

## Storia
La Loira Atlantica è un dipartimento francese situato nella parte occidentale del Paese, che fa parte della regione amministrativa dei Paesi della Loira. La sua storia è strettamente legata alla regione della Bretagna, dalla quale è stata separata a seguito di una decisione amministrativa nel 1955.
La creazione della Loira Atlantica risale al 1790, quando la provincia di Bretagna fu divisa in cinque dipartimenti, tra cui la Loira Atlantica insieme a Morbihan, Finistère, Côtes-d'Armor e Ille-et-Vilaine. I confini del dipartimento seguirono quelli della diocesi, della contea e del baliato di Nantes/Naoned, con qualche modifica successiva.
Tuttavia, nel 1955 e nel 1972, al momento della creazione delle regioni amministrative francesi, senza consultazioni popolari o dei rappresentanti politici locali, venne deciso di separare la Loira Atlantica dagli altri dipartimenti bretoni, per unirla con la regione dei Paesi della Loira, creata mettendo insieme vari dipartimenti, tra cui un pezzo del Poitou-Charentes (la Vandea) e pezzi della Valle della Loira.
Questa decisione fu contestata immediatamente dalle popolazioni interessate e dai loro rappresentanti, in quanto la Loira Atlantica aveva sempre fatto parte della Bretagna, sia dal punto di vista geografico che culturale. Per due volte il Consiglio regionale di Bretagna e i consiglieri generali della Loira Atlantica votarono per la riunificazione, ma il Consiglio di Stato non accettò la modifica e la questione rimane tuttora aperta.
La questione della riunificazione della Loira Atlantica alla Bretagna è stata oggetto di dibattito e proteste da parte di molti cittadini e rappresentanti politici locali. Sono state organizzate diverse iniziative per promuovere la riunificazione, ma finora senza successo.

## Geografia antropica

### Suddivisioni amministrative
- Circoscrizione (arrondissement) di Châteaubriant (Kastell-Briant in bretone: 10 cantoni e 53 comuni)
  - Cantoni di Blain, Châteaubriant, Derval, Guémené-Penfao, Moisdon-la-Rivière, Nort-sur-Erdre, Nozay, Rougé, Saint-Julien-de-Vouvantes e Saint-Nicolas-de-Redon
- Circoscrizione (arrondissement) di Nantes (Naoned in bretone: 29 cantoni e 78 comuni)
  - Cantoni di Aigrefeuille-sur-Maine, Bouaye, Carquefou. La Chapelle-sur-Erdre, Clisson, Legé, Le Loroux-Bottereau, Machecoul, Orvault, Le Pellerin, Rezé, Saint-Étienne-de-Montluc, Saint-Philbert-de-Grand-Lieu, Vallet, Vertou e Vertou-Vignoble, con capoluogo Basse-Goulaine. Inoltre il comune di Nantes è suddiviso in 11 cantoni (numerati da 1 a 11; il 10º cantone comprendente il comune di Saint-Sébastien-sur-Loire) e il comune di Saint-Herblain è suddiviso nei due cantoni di Saint-Herblain-Est e di Saint-Herblain-Ouest-Indre, quest'ultimo comprendente anche il comune di Indre.
- Circoscrizione (arrondissement) di Saint-Nazaire (Sant Nazer in bretone: 15 cantoni e 57 comuni)
  - Cantoni di La Baule-Escoublac, Bourgneuf-en-Retz, Le Croisic, Guérande, Herbignac, Montoir-de-Bretagne, Paimbœuf, Pontchâteau, Pornic, Saint-Gildas-des-Bois, Saint-Père-en-Retz e Savenay. Il comune di Saint-Nazaire è suddiviso in 3 cantoni (Saint-Nazaire-Centre, Saint-Nazaire-Est e Saint-Nazaire-Ouest)
- Circoscrizione (arrondissement) di Ancenis (Ankiniz in bretone: 5 cantoni e 29 comuni):
  - Cantoni di Ancenis, Ligné, Riaillé, Saint-Mars-la-Jaille e Varades.